# حياة معلقة
حياة معلّقة رواية للروائي الفلسطيني عاطف أبو سيف. صدرت الرواية لأوّل مرة عام 2015 عن الدار الاهلية للنشر والتوزيع في عَمّان. ودخلت في القائمة النهائية «القصيرة» للجائزة العالمية للرواية العربية لعام 2015، المعروفة باسم «جائزة بوكر العربية».

## حول الرواية
في رواية «حياة معلقة»، يحكي الروائي الفلسطيني «عاطف أبو سيف» عن موت «نعيم»، صاحب المطبعة الوحيدة في المخيّم، برصاص جيش الاحتلال الإسرائيلي. ونعيم الذي اعتاد أن يقوم بطباعة ملصقات الشهداء الفلسطينيين في المخيّم، يرفض ابنه أن يتم طباعة ملصق له، في نقاش عميق حول مفهوم البطولة والجدل حول الاشتراك مع الحياة أو نفيها. لكن هذا الموت يغير الكثير من تفاصيل الحياة الهادئة الواقعة على تخوم المخيّم، حيث التلة التي بنى نعيم عليها بيتًا، فالحكومة تريد أن تستغل التلة وتبني عليها مسجدًا ومخفرًا للشرطة. ولأنّ التلة تحظى بمكانة خاصة في وعي الناس الجمعي، عارض سكان المخيّم المشروع وقاوموه حتى وصل الأمر إلى الصدام مع الشرطة. تكشف الرواية الكثير من تفاصيل الحياة في غزة، كما يتم استدعاء يافا موطن لاجئي المخيّم، عبر استرجاعات زمنية ومفارقات سردية وحكايات متداخلة ترسم بصورة مفصلة عالمًا مدهشًا تتفاعل شخوصه وتتجادل وتصارع لإعادة تعريف وتركيب مفهوم الهوية والبطولة والحياة.